# ناحیه بنتون، شهرستان چبویگان، میشیگان
ناحیه بنتون (به انگلیسی: Benton Township) یک منطقهٔ مسکونی در ایالات متحده آمریکا است که در شهرستان چبویگان، میشیگان واقع شده‌است.
 ناحیه بنتون ۱۶۱٫۶ کیلومتر مربع مساحت و ۳٬۲۰۶ نفر جمعیت دارد و ۲۲۰ متر بالاتر از سطح دریا واقع شده‌است.